# Damián Massanet
Damián Massanet fue un sacerdote franciscano español del siglo XVII recordado por haber cofundado el Colegio de Santa Cruz de Querétaro, el primer colegio misionero en la Nueva España, y haber fundado en 1689 la primera misión en el estado de Texas, la Misión de San Francisco de los Tejas.

## Biografía

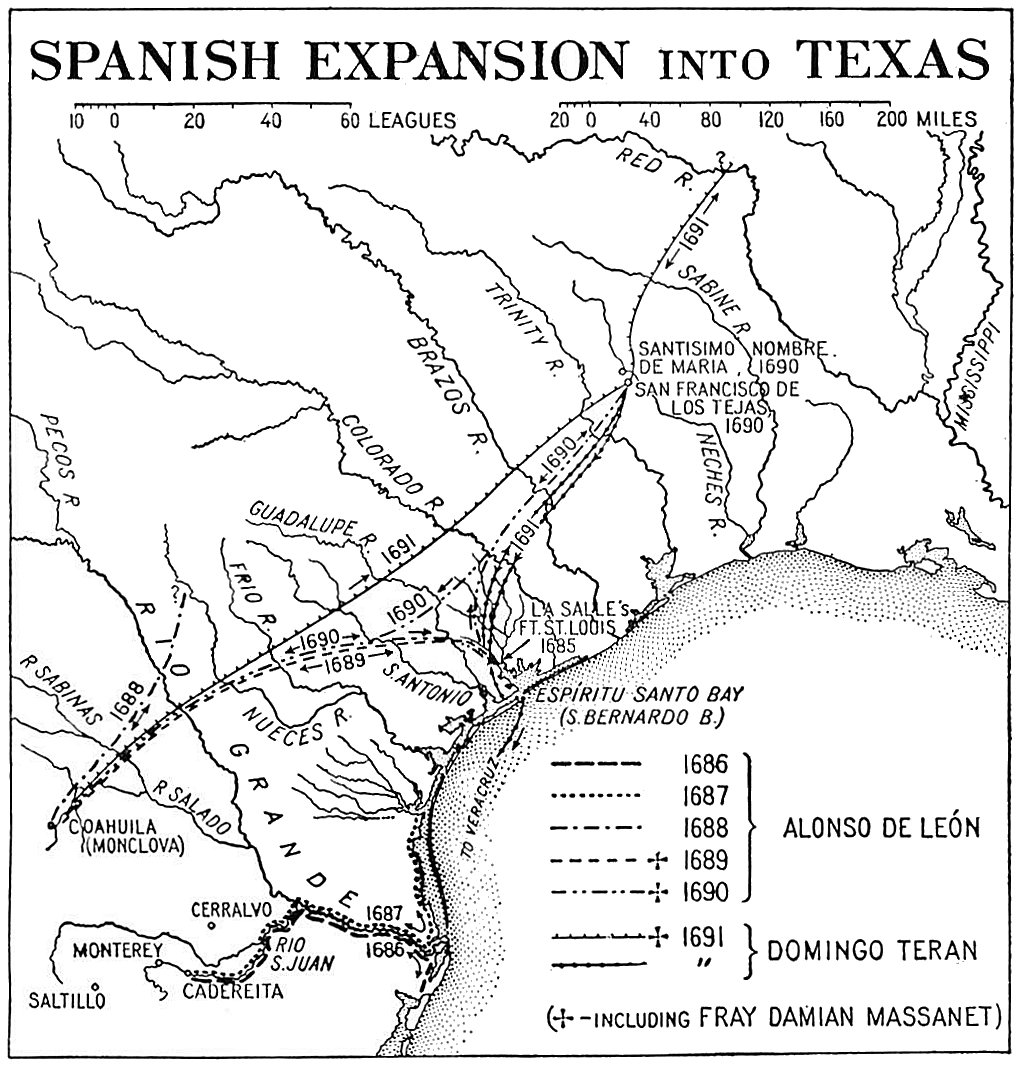
Exploraciones españolas en Texas siglo XVII

No se sabe mucho de los primeros años de Massanet, pero se cree que habría nacido en Mallorca, España. Después de viajar a la Nueva España, Massanet fue uno de los sacerdotes franciscanos que fundaron el Colegio de Santa Cruz en lo que es hoy en día Querétaro, México, en 1683. Más tarde estableció la Misión de San Bernardino de la Caldera, cerca de la actual frontera de Coahuila–Nuevo León, proporcionando una buena información sobre los grupos de habla coahuilteca, informando sobre 39 grupos indígenas.
En abril de 1689, Massanet acompañó a Alonso de León, entonces gobernador de Coahuila, en su cuarta y última expedición en busca del asentamiento francés de Fort St. Louis, que en ese momento ya había sido abandonado sin que lo supieran. Al año siguiente, después de haber sido nombrado comisario para las planeadas misiones del este de Texas, ayudó en la creación de la primera misión establecida en lo que hoy es el estado de Texas, la Misión de San Francisco de los Tejas. Más tarde, ese mismo año, vio la creación de la Misión Santísimo Nombre de María, unos 19 km al norte, también cerca del río Neches. Massanet fue el primero en dar noticias en 1690 sobre los chaguantapam, un pueblo que vivía de la caza de bisonte y la recolección de plantas silvestres. 
Massanet pronto dejaría el este de Texas, debido a un desacuerdo con de León sobre el tamaño del contingente militar en San Francisco de los Tejas, tan solo tres soldados y tres franciscanos. Volvería a la región en 1691, y continuará desafiando la autoridad; uno de estos incidentes involucró su falta de voluntad para proporcionar caballos a Domingo Terán de los Ríos, el primer gobernador de Texas español, para su viaje de regreso a México.
El 25 de octubre de 1693, y después de muchos problemas como la pérdida de cosechas, inundaciones, escasez de víveres y las hostilidades con los nabedaches, que culpaban a los europeos por llevar epidemias como la viruela a la región, Massanet y los sacerdotes restantes optaron por abandonar la misión de San Francisco de los Tejas: enterrarron el cañón y las campanas, y quemaron y abandonoran el lugar. El grupo llegaría a Monclova el 17 de febrero de 1694, momento en el que el virrey pidió a Massanet que propusiese nuevos sitios para las misiones en Coahuila. Massanet declinó, señalando que, sin el apoyo adecuado, dichos esfuerzos serían un fracaso similar al visto en San Francisco de los Tejas.
Massanet más tarde volvería a Querétaro, y se supone que pasó el resto de su vida allí.